# Rodney Elongo-Yombo
Rodney Elongo-Yombo (* 27. Juli 2001) ist ein deutscher Fußballspieler. Der Offensivspieler steht aktuell beim 1. FC Saarbrücken unter Vertrag.

## Karriere

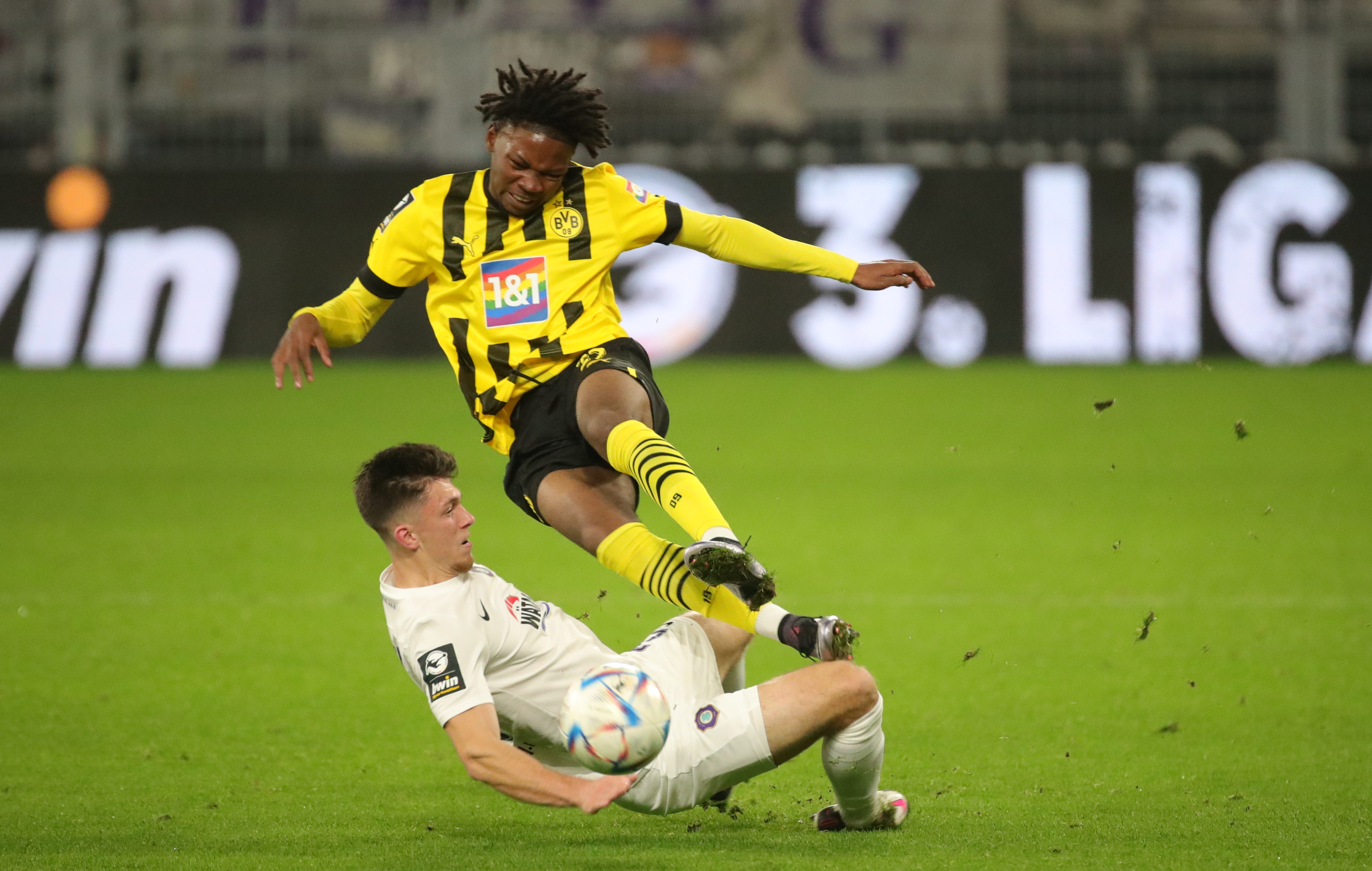
Rodney Elongo-Yombo im Zweikampf mit Linus Rosenlöcher (2022)

Elongo-Yombo wurde beim FC Ingolstadt und in Ulm ausgebildet, ehe er zur SpVgg Greuther Fürth wechselte. Bei den Franken rückte er nach Ende seiner Jugendzeit in die zweite Herrenmannschaft, die in der Regionalliga Bayern spielte, auf. In seiner zweiten und zugleich ersten vollen Spielzeit für die U23 der Fürther war Elongo-Yombo Stammkraft im Offensivbereich und verpasste lediglich vier Saisonspiele. Zu Beginn verlor der Angreifer mit der Mannschaft acht Partien in Serie und kämpfte mit ihr somit auch bis zum Ende um den Klassenerhalt. Mit neun Toren war Elongo-Yombo noch vor Marvin Weiß der beste Torschütze des Teams und auch seine sechs Vorlagen konnte kein Mitspieler toppen. Als Vertreter des gelbgesperrten Kapitäns Lukas Ahrend führte der 20-Jährige seine Mannschaft am 18. Spieltag gegen den SV Schalding-Heining aufs Feld und schoss beim 2:2 auf dem heimischen Konrad-Ammon-Platz beide Tore. Der Offensivspieler wurde von Dominic Rühl wie auch dessen Nachfolger Petr Ruman am häufigsten auf den offensiven Außenbahnen eingesetzt, spielte aber auch, vor allem im Saisonendspurt, als Mittelstürmer. Nachdem Greuther Fürth II im Frühjahr 2022 fünf Punkte hinter dem TSV Rain auf dem rettenden 15. Platz lag, stand gemeinsam mit dem SC Eltersdorf aus der Nachbarstadt Erlangen die Relegation gegen die Bayernligisten Donaustauf und Ansbach an. Die Fürther gewannen mit 4:0 und 6:0 gegen Donaustauf, Elongo-Yombo war hierbei an drei Treffern direkt beteiligt.
Im folgenden Sommer verließ der Spieler Greuther Fürth auf eigenen Wunsch, um sich neu zu orientieren. Er trainierte mehrere Wochen zur Probe bei der zweiten Mannschaft des Bundesligisten Borussia Dortmund mit, die zuletzt mit Berkan Taz, Richmond Tachie, Steffen Tigges und Immanuël Pherai vier wichtige Angriffsspieler verlassen hatten. Noch am Tag des ersten Saisonspiels der Dortmunder erhielt Elongo-Yombo einen Vertrag sowie eine Spielgenehmigung und stand gegen den SV Wehen Wiesbaden im Kader. Vier weitere Testspieler (darunter der Ex-Dortmunder Albin Thaqi) wurden hingegen nicht verpflichtet. Nach einer Stunde erfolgte beim Stand von 0:1 aus Sicht der Schwarz-Gelben die Einwechslung des Neulings, der für Lion Semić auf die rechte Außenbahn rückte. Eine gute Viertelstunde später nutzte Elongo-Yombo eine Flanke seines Teamkollegen Michael Eberwein und glich bei seinem Debüt zum 1:1 aus.
Aufgrund von Verletzungssorgen bei der Profimannschaft saß Elongo-Yombo Anfang November 2024 unter Nuri Şahin erstmals bei einem Bundesligaspiel auf der Bank, wurde jedoch nicht eingewechselt.
Im Sommer 2025 wechselte Elongo-Yombo zum 1. FC Saarbrücken.